# Leptopsylla sexdentata
Leptopsylla sexdentata är en loppart som först beskrevs av Wagner 1930.  Leptopsylla sexdentata ingår i släktet Leptopsylla och familjen smågnagarloppor. Inga underarter finns listade i Catalogue of Life.